# كوليج بارك (جورجيا)
كوليج بارك (بالإنجليزية: College Park, Georgia)‏ هي مدينة تقع في مقاطعة فولتن, مقاطعة كلايتون، جورجيا بولاية جورجيا في الولايات المتحدة. تبلغ مساحة هذه المدينة 25.1 (كم²)، وترتفع عن سطح البحر 320 م، بلغ عدد سكانها 13942 نسمة في عام 2010 حسب إحصاء مكتب تعداد الولايات المتحدة.

## أعلام
- بيل كاري
- فليتشير تومسون
- والت بيلامي
- جوناس جينينغز
- جارميري جنكينز
- مورغان بيرنت
- نيك روجرز

## وصلات خارجية
- http://www.collegeparkga.com/
- Cities & Counties - Georgia.gov